# Troisième circonscription de la Vienne
La troisième circonscription de la Vienne est l'une des quatre circonscriptions législatives françaises que compte le département de la Vienne (86) situé en région Nouvelle-Aquitaine.

## Description géographique et démographique

### De 1958 à 1986
La troisième circonscription de la Vienne était composée de :
- canton d'Availles-Limouzine
- canton de Charroux
- canton de Chauvigny
- canton de Civray
- canton de Couhé-Verac
- canton de Gençay
- canton de L'Isle-Jourdain
- canton de Lusignan
- canton de Lussac-les-Châteaux
- canton de Montmorillon
- canton de Saint-Savin
- canton de la Trimouille
- canton de Vivonne.

Source : Journal Officiel du 14-15 Octobre 1958.

### Depuis 1988

Carte de la troisième circonscription de la Vienne, redécoupage de 1988

La troisième circonscription de la Vienne est délimitée par le découpage électoral de la loi no 86-1197 du 24 novembre 1986
, elle regroupe les divisions administratives suivantes : 
- canton d'Availles-Limouzine
- canton de Charroux
- canton de Chauvigny
- canton de Civray
- canton de Couhé
- canton de Gençay
- canton de L'Isle-Jourdain
- canton de Lusignan
- canton de Lussac-les-Châteaux
- canton de Montmorillon
- Canton de Saint-Savin
- canton de La Trimouille, commune de La Puye

Depuis l'adoption de l'ordonnance no 2009-935 du 29 juillet 2009, ratifiée par le Parlement français le 21 janvier 2010, la circonscription ne comprend plus le canton de Vouneuil-sur-Vienne qui est transféré à la première circonscription de la Vienne.
D'après le recensement général de la population en 1999, réalisé par l'Institut national de la statistique et des études économiques (INSEE), la population totale de cette circonscription est estimée à 85050 habitants,.

## Historique des députations
| Législature | Début de mandat | Fin de mandat  | Député              | Parti politique | Observations                                                                           |
| ----------- | --------------- | -------------- | ------------------- | --------------- | -------------------------------------------------------------------------------------- |
| IXe         | 23 juin 1988    | 1er avril 1993 | Arnaud Lepercq      | RPR             |                                                                                        |
| Xe          | 2 avril 1993    | 21 avril 1997  | Arnaud Lepercq      | RPR             | Mandat écourté à la suite d'une dissolution parlementaire décidée par Jacques Chirac.  |
| XIe         | 12 juin 1997    | 18 juin 2002   | Arnaud Lepercq      | RPR             |                                                                                        |
| XIIe        | 19 juin 2002    | 19 juin 2007   | Arnaud Lepercq      | UMP             |                                                                                        |
| XIIIe       | 20 juin 2007    | 19 juin 2012   | Jean-Michel Clément | PS              |                                                                                        |
| XIVe        | 20 juin 2012    | 20 juin 2017   | Jean-Michel Clément | PS              |                                                                                        |
| XVe         | 21 juin 2017    | 21 juin 2022   | Jean-Michel Clément | LREM puis PP    |                                                                                        |
| XVIe        | 22 juin 2022    | 9 juin 2024    | Pascal Lecamp       | MoDem           | Mandat écourté à la suite d'une dissolution parlementaire décidée par Emmanuel Macron. |
| XVIIe       | 8 juillet 2024  | En cours       | Pascal Lecamp       | MoDem           |                                                                                        |

## Historique des élections

### Élections de 1958
| Candidat       | Candidat                    | Parti          | Premier tour | Premier tour | Second tour | Second tour |  |
| Candidat       | Candidat                    | Parti          | Voix         | %            | Voix        | %           |  |
| -------------- | --------------------------- | -------------- | ------------ | ------------ | ----------- | ----------- |  |
|                | Fernand Chaussebourg        | MRP            | 11 258       | 20,84        | 16 838      | 32,48       |  |
|                | Claude Peyret élu           | UNR            | 10 816       | 20,02        | 24 682      | 47,61       |  |
|                | André Rideau                | PCF            | 8 321        | 15,4         | 10 322      | 19,91       |  |
|                | Jean Raffarin               | Modérés        | 7 168        | 13,27        | Retrait     | Retrait     |  |
|                | Jean-Michel Quintard        | Radcent        | 4 664        | 8,63         | Retrait     | Retrait     |  |
|                | Jean-Paul Guichard des Ages | CNIP           | 2 361        | 6,41         | Retrait     | Retrait     |  |
|                | René Thomas                 | UFF            | 3 391        | 6,28         | Retrait     | Retrait     |  |
|                | Narcisse Moreau             | SFIO           | 2 717        | 5,03         | Retrait     | Retrait     |  |
|                | Luc Lévesque                | Modérés        | 2 220        | 4,11         |             |             |  |
|                |                             |                |              |              |             |             |  |
| Inscrits       | Inscrits                    | Inscrits       | 72 964       | 100,00       | 72 922      | 100,00      |  |
| Abstentions    | Abstentions                 | Abstentions    | 17 559       | 24,07        | 19 812      | 27,17       |  |
| Votants        | Votants                     | Votants        | 55 405       | 75,93        | 53 110      | 72,83       |  |
| Blancs et nuls | Blancs et nuls              | Blancs et nuls | 1 389        | 2,51         | 1 268       | 2,39        |  |
| Exprimés       | Exprimés                    | Exprimés       | 54 016       | 97,49        | 51 842      | 97,61       |  |

Le suppléant de Claude Peyret était Paul Guilbard, docteur-vétérinaire, exploitant agricole, conseiller municipal de L'Isle-Jourdain.

### Élections de 1962
| Candidat       | Candidat                    | Parti          | Premier tour | Premier tour | Second tour | Second tour |  |
| Candidat       | Candidat                    | Parti          | Voix         | %            | Voix        | %           |  |
| -------------- | --------------------------- | -------------- | ------------ | ------------ | ----------- | ----------- |  |
|                | Claude Peyret sortant réélu | UNR-UDT        | 19 433       | 43,14        | 28 810      | 63,34       |  |
|                | André Rideau                | PCF            | 9 937        | 22,06        | 16 677      | 36,66       |  |
|                | Fernand Chaussebourg        | MRP            | 9 698        | 21,53        | Retrait     | Retrait     |  |
|                | Paul Anxionnaz              | Rad            | 5 974        | 13,26        | Retrait     | Retrait     |  |
|                |                             |                |              |              |             |             |  |
| Inscrits       | Inscrits                    | Inscrits       | 71 547       | 100,00       | 71 631      | 100,00      |  |
| Abstentions    | Abstentions                 | Abstentions    | 24 486       | 34,22        | 23 127      | 32,29       |  |
| Votants        | Votants                     | Votants        | 47 061       | 65,78        | 48 504      | 67,71       |  |
| Blancs et nuls | Blancs et nuls              | Blancs et nuls | 2 019        | 4,29         | 3 017       | 6,22        |  |
| Exprimés       | Exprimés                    | Exprimés       | 45 042       | 95,71        | 45 487      | 93,78       |  |

Le suppléant de Claude Peyret était Paul Guilbard.

### Élections de 1967
|                | Claude Peyret sortant réélu | UD-Ve          | 26 750 | 50,41  |  |  |  |
|                | Jean-Pierre David           | PCF            | 14 577 | 27,47  |  |  |  |
|                | Raymond Sardet              | CD (PDM)       | 11 737 | 22,12  |  |  |  |
|                |                             |                |        |        |  |  |  |
| Inscrits       | Inscrits                    | Inscrits       | 66 444 | 100,00 |  |  |  |
| Abstentions    | Abstentions                 | Abstentions    | 11 298 | 17     |  |  |  |
| Votants        | Votants                     | Votants        | 55 146 | 83     |  |  |  |
| Blancs et nuls | Blancs et nuls              | Blancs et nuls | 2 082  | 3,78   |  |  |  |
| Exprimés       | Exprimés                    | Exprimés       | 53 064 | 96,22  |  |  |  |

Le suppléant de Claude Peyret était Paul Guilbard.

### Élections de 1968
|                | Claude Peyret sortant réélu | UDR (URP)      | 33 898 | 62,39  |  |  |  |
|                | Jean-Pierre David           | PCF            | 10 305 | 18,97  |  |  |  |
|                | Raoul Cartraud              | FGDS (CIR)     | 10 129 | 18,64  |  |  |  |
|                |                             |                |        |        |  |  |  |
| Inscrits       | Inscrits                    | Inscrits       | 68 322 | 100,00 |  |  |  |
| Abstentions    | Abstentions                 | Abstentions    | 12 266 | 17,95  |  |  |  |
| Votants        | Votants                     | Votants        | 56 056 | 82,05  |  |  |  |
| Blancs et nuls | Blancs et nuls              | Blancs et nuls | 1 724  | 3,08   |  |  |  |
| Exprimés       | Exprimés                    | Exprimés       | 54 332 | 96,92  |  |  |  |

Le suppléant de Claude Peyret était Paul Guilbard.

### Élections de 1973
| Candidat       | Candidat                    | Parti          | Premier tour | Premier tour | Second tour | Second tour |  |
| Candidat       | Candidat                    | Parti          | Voix         | %            | Voix        | %           |  |
| -------------- | --------------------------- | -------------- | ------------ | ------------ | ----------- | ----------- |  |
|                | Claude Peyret sortant réélu | UDR (URP)      | 26 170       | 47,72        | 28 719      | 50,97       |  |
|                | Raoul Cartraud              | PS (UGSD)      | 17 868       | 32,58        | 27 630      | 49,03       |  |
|                | Jean-Pierre David           | PCF            | 10 800       | 19,69        | Retrait     | Retrait     |  |
|                |                             |                |              |              |             |             |  |
| Inscrits       | Inscrits                    | Inscrits       | 68 977       | 100,00       | 68 967      | 100,00      |  |
| Abstentions    | Abstentions                 | Abstentions    | 11 989       | 17,38        | 11 516      | 16,7        |  |
| Votants        | Votants                     | Votants        | 56 988       | 82,62        | 57 451      | 83,3        |  |
| Blancs et nuls | Blancs et nuls              | Blancs et nuls | 2 150        | 3,77         | 1 102       | 1,92        |  |
| Exprimés       | Exprimés                    | Exprimés       | 54 838       | 96,23        | 56 349      | 98,08       |  |

Le suppléant de Claude Peyret était Arnaud Lepercq, CDP, exploitant agricole, maire d'Usson-du-Poitou. Claude Peyret, décédé le 6 juillet 1975, est remplacé par Arnaud Lepercq du 7 juillet 1975 au 1er avril 1978. Arnaud Lepercq siège au groupe RPR.

### Élections de 1978
| Candidat       | Candidat                     | Parti          | Premier tour | Premier tour | Second tour | Second tour |  |
| Candidat       | Candidat                     | Parti          | Voix         | %            | Voix        | %           |  |
| -------------- | ---------------------------- | -------------- | ------------ | ------------ | ----------- | ----------- |  |
|                | Arnaud Lepercq sortant réélu | RPR            | 19 778       | 31,28        | 33 200      | 51,47       |  |
|                | Raoul Cartraud               | PS             | 16 553       | 26,18        | 31 298      | 48,53       |  |
|                | Jean-Pierre David            | PCF            | 12 627       | 19,97        | Retrait     | Retrait     |  |
|                | Jean-Pierre Gilbert          | UDF (PR)       | 12 420       | 19,64        | Retrait     | Retrait     |  |
|                | A. Roullaud                  | LO             | 1 857        | 2,94         |             |             |  |
|                |                              |                |              |              |             |             |  |
| Inscrits       | Inscrits                     | Inscrits       | 75 200       | 100,00       | 75 138      | 100,00      |  |
| Abstentions    | Abstentions                  | Abstentions    | 11 067       | 14,72        | 9 459       | 12,59       |  |
| Votants        | Votants                      | Votants        | 64 133       | 85,28        | 65 679      | 87,41       |  |
| Blancs et nuls | Blancs et nuls               | Blancs et nuls | 898          | 1,4          | 1 181       | 1,8         |  |
| Exprimés       | Exprimés                     | Exprimés       | 63 235       | 98,6         | 64 498      | 98,2        |  |

Le suppléant d'Arnaud Lepercq était le Docteur Jean Gabette, maire de Saint-Savin.

### Élections de 1981
| Candidat       | Candidat               | Parti          | Premier tour | Premier tour | Second tour | Second tour |  |
| Candidat       | Candidat               | Parti          | Voix         | %            | Voix        | %           |  |
| -------------- | ---------------------- | -------------- | ------------ | ------------ | ----------- | ----------- |  |
|                | Arnaud Lepercq sortant | RPR (UNM)      | 25 568       | 45,87        | 28 981      | 47,86       |  |
|                | Raoul Cartraud élu     | PS             | 20 307       | 36,43        | 31 577      | 52,14       |  |
|                | Jean-Pierre David      | PCF            | 8 027        | 14,40        |             |             |  |
|                | Guy Gévaudan           | PSU            | 1 102        | 1,99         |             |             |  |
|                | Roland Favard          | MRG            | 485          | 0,86         |             |             |  |
|                | Régis Roquetanière     | MDD            | 255          | 0,46         |             |             |  |
|                |                        |                |              |              |             |             |  |
| Inscrits       | Inscrits               | Inscrits       | 75 953       | 100,00       | 75 947      | 100,00      |  |
| Abstentions    | Abstentions            | Abstentions    | 19 285       | 25,39        | 14 493      | 19,08       |  |
| Votants        | Votants                | Votants        | 56 668       | 74,61        | 61 454      | 80,92       |  |
| Blancs et nuls | Blancs et nuls         | Blancs et nuls | 924          | 1,63         | 896         | 1,46        |  |
| Exprimés       | Exprimés               | Exprimés       | 55 744       | 98,37        | 60 558      | 98,54       |  |

Le suppléant de Raoul Cartraud était René Gaborieau, docteur vétérinaire à Lusignan.

### Élections de 1988
| Candidat       | Candidat                     | Parti          | Premier tour | Premier tour | Second tour | Second tour |  |
| Candidat       | Candidat                     | Parti          | Voix         | %            | Voix        | %           |  |
| -------------- | ---------------------------- | -------------- | ------------ | ------------ | ----------- | ----------- |  |
|                | Arnaud Lepercq sortant réélu | RPR (URC)      | 21 438       | 44,41        | 26 574      | 50,58       |  |
|                | Raoul Cartraud               | PS             | 18 555       | 38,44        | 25 965      | 49,42       |  |
|                | Jean-Pierre David            | PCF            | 5 395        | 11,18        |             |             |  |
|                | Claude Forestier             | FN             | 2 018        | 4,18         |             |             |  |
|                | Gérard Perrot                | Divers droite  | 865          | 1,79         |             |             |  |
|                |                              |                |              |              |             |             |  |
| Inscrits       | Inscrits                     | Inscrits       | 69 863       | 100,00       | 69 954      | 100,00      |  |
| Abstentions    | Abstentions                  | Abstentions    | 20 398       | 29,2         | 16 250      | 23,23       |  |
| Votants        | Votants                      | Votants        | 49 465       | 70,8         | 53 704      | 76,77       |  |
| Blancs et nuls | Blancs et nuls               | Blancs et nuls | 1 194        | 2,41         | 1 165       | 2,17        |  |
| Exprimés       | Exprimés                     | Exprimés       | 48 271       | 97,59        | 52 539      | 97,83       |  |

Le suppléant d'Arnaud Lepercq était Alain Fouché, UDF, avocat, conseiller régional, conseiller général, maire de Chauvigny.

### Élections de 1993
| Candidat       | Candidat                     | Parti          | Premier tour | Premier tour | Second tour | Second tour |  |
| Candidat       | Candidat                     | Parti          | Voix         | %            | Voix        | %           |  |
| -------------- | ---------------------------- | -------------- | ------------ | ------------ | ----------- | ----------- |  |
|                | Arnaud Lepercq sortant réélu | RPR            | 18 573       | 39,36        | 24 764      | 100,00      |  |
|                | Alain Fouché                 | UDF (CDS)      | 9 357        | 19,38        | Retrait     | Retrait     |  |
|                | Philippe Charpentier         | PS (ADFP)      | 7 716        | 16,35        |             |             |  |
|                | Jean-Pierre David            | PCF            | 4 301        | 9,11         |             |             |  |
|                | Noël Pichon                  | FN             | 3 164        | 6,71         |             |             |  |
|                | Jean-René Gouron             | GÉ (EÉ)        | 2 160        | 4,58         |             |             |  |
|                | Éric Benoiton                | LT-LNÉ         | 1 312        | 2,78         |             |             |  |
|                | Gaston Servanty              | Divers droite  | 603          | 1,28         |             |             |  |
|                |                              |                |              |              |             |             |  |
| Inscrits       | Inscrits                     | Inscrits       | 69 400       | 100,00       | 69 399      | 100,00      |  |
| Abstentions    | Abstentions                  | Abstentions    | 18 708       | 26,96        | 32 054      | 46,19       |  |
| Votants        | Votants                      | Votants        | 50 692       | 73,04        | 37 345      | 53,81       |  |
| Blancs et nuls | Blancs et nuls               | Blancs et nuls | 3 506        | 6,92         | 12 581      | 33,69       |  |
| Exprimés       | Exprimés                     | Exprimés       | 47 186       | 93,08        | 24 764      | 66,31       |  |

Le suppléant d'Arnaud Lepercq était Germain Nallet, Président de la Chambre de Métiers de la Vienne, de Lussac-les-Châteaux.

### Élections de 1997
| Candidat       | Candidat                     | Parti          | Premier tour | Premier tour | Second tour | Second tour |
| Candidat       | Candidat                     | Parti          | Voix         | %            | Voix        | %           |
| -------------- | ---------------------------- | -------------- | ------------ | ------------ | ----------- | ----------- |
|                | Arnaud Lepercq sortant réélu | RPR            | 17 464       | 38,56        | 24 227      | 50,37       |
|                | Jean-Claude Cubaud           | PS             | 12 371       | 27,32        | 23 871      | 49,63       |
|                | Jean-Pierre David            | PCF            | 5 558        | 12,27        |             |             |
|                | Brigitte Leroy               | FN             | 4 137        | 9,14         |             |             |
|                | Georges Stupar               | Les Verts      | 2 471        | 5,46         |             |             |
|                | Yves-Marie Guého             | LDI (MPF)      | 2 093        | 4,62         |             |             |
|                | Ferréol Saillard             | GÉ             | 1 192        | 2,63         |             |             |
|                |                              |                |              |              |             |             |
| Inscrits       | Inscrits                     | Inscrits       | 68 194       | 100,00       | 68 183      | 100,00      |
| Abstentions    | Abstentions                  | Abstentions    | 19 416       | 28,47        | 17 203      | 25,23       |
| Votants        | Votants                      | Votants        | 48 778       | 71,53        | 50 980      | 74,77       |
| Blancs et nuls | Blancs et nuls               | Blancs et nuls | 3 492        | 7,16         | 2 882       | 5,65        |
| Exprimés       | Exprimés                     | Exprimés       | 45 286       | 92,84        | 48 098      | 94,35       |

La suppléante d'Arnaud Lepercq était Micheline Clisson, assistante parlementaire, de Montmorillon.

### Élections de 2002
| Candidat       | Candidat                     | Parti             | Premier tour | Premier tour | Second tour | Second tour |  |
| Candidat       | Candidat                     | Parti             | Voix         | %            | Voix        | %           |  |
| -------------- | ---------------------------- | ----------------- | ------------ | ------------ | ----------- | ----------- |  |
|                | Arnaud Lepercq sortant réélu | UMP               | 21 799       | 47,36        | 24 836      | 58,25       |  |
|                | Jean-Michel Clément          | PS                | 11 891       | 25,84        | 17 800      | 41,75       |  |
|                | Michel Brouard               | PCF               | 3 370        | 7,32         |             |             |  |
|                | Brigitte Leroy               | FN                | 2 779        | 6,04         |             |             |  |
|                | Jean-Louis Bretaudeau        | CPNT              | 2 048        | 4,45         |             |             |  |
|                | Georges Stupar               | Les Verts         | 1 149        | 2,5          |             |             |  |
|                | Anne Brunet                  | LO                | 907          | 1,97         |             |             |  |
|                | Brigitte de Fontaines        | MPF               | 786          | 1,71         |             |             |  |
|                | Alberte Barillet             | Divers écologiste | 425          | 0,92         |             |             |  |
|                | Pierre Moriceau              | MHAN              | 319          | 0,69         |             |             |  |
|                | Noëlle Belviso               | LT-LNÉ            | 302          | 0,66         |             |             |  |
|                | Myriam Dousseron             | MNR               | 250          | 0,54         |             |             |  |
|                |                              |                   |              |              |             |             |  |
| Inscrits       | Inscrits                     | Inscrits          | 67 811       | 100,00       | 67 812      | 100,00      |  |
| Abstentions    | Abstentions                  | Abstentions       | 20 579       | 30,35        | 23 671      | 34,91       |  |
| Votants        | Votants                      | Votants           | 47 232       | 69,65        | 44 141      | 65,09       |  |
| Blancs et nuls | Blancs et nuls               | Blancs et nuls    | 1 207        | 2,56         | 1 505       | 3,41        |  |
| Exprimés       | Exprimés                     | Exprimés          | 46 025       | 97,44        | 42 636      | 96,59       |  |

La suppléante d'Arnaud Lepercq était Micheline Clisson.

### Élections de 2007
| Candidat       | Candidat                | Parti               | Premier tour | Premier tour | Second tour | Second tour |  |
| Candidat       | Candidat                | Parti               | Voix         | %            | Voix        | %           |  |
| -------------- | ----------------------- | ------------------- | ------------ | ------------ | ----------- | ----------- |  |
|                | Gérard Herbert sortant  | UMP                 | 16 527       | 38,63        | 21 526      | 49,91       |  |
|                | Jean-Michel Clément élu | PS                  | 13 118       | 30,66        | 21 604      | 50,09       |  |
|                | André Sénécheau         | Divers droite       | 3 667        | 8,57         |             |             |  |
|                | Michel Brouard          | PCF                 | 2 677        | 6,04         |             |             |  |
|                | Jean-Louis Bretaudeau   | CPNT                | 1 389        | 3,25         |             |             |  |
|                | Jacques Nicolas         | Les Verts           | 1 242        | 2,90         |             |             |  |
|                | Maxime Labesse          | LO                  | 1 081        | 2,53         |             |             |  |
|                | Brigitte de Fontaines   | MPF                 | 913          | 2,13         |             |             |  |
|                | Myriam Rossignol        | Extrême gauche (GA) | 865          | 2,02         |             |             |  |
|                | Anne Brunet             | LO                  | 585          | 1,37         |             |             |  |
|                | Chantal Dargère         | Divers              | 462          | 1,08         |             |             |  |
|                | Gérard Tête             | MNR                 | 254          | 0,59         |             |             |  |
|                |                         |                     |              |              |             |             |  |
| Inscrits       | Inscrits                | Inscrits            | 67 732       | 100,00       | 67 729      | 100,00      |  |
| Abstentions    | Abstentions             | Abstentions         | 23 720       | 35,02        | 23 197      | 34,25       |  |
| Votants        | Votants                 | Votants             | 44 012       | 64,98        | 44 532      | 65,75       |  |
| Blancs et nuls | Blancs et nuls          | Blancs et nuls      | 1 232        | 2,8          | 1 402       | 3,15        |  |
| Exprimés       | Exprimés                | Exprimés            | 42 780       | 97,2         | 43 130      | 96,85       |  |

### Élections de 2012
| Candidat       | Candidat                          | Parti                     | Premier tour | Premier tour | Second tour | Second tour |  |
| Candidat       | Candidat                          | Parti                     | Voix         | %            | Voix        | %           |  |
| -------------- | --------------------------------- | ------------------------- | ------------ | ------------ | ----------- | ----------- |  |
|                | Jean-Michel Clément sortant réélu | PS                        | 20 377       | 46,65        | 26 333      | 61,27       |  |
|                | Enguerrand Delannoy               | UMP                       | 11 810       | 27,04        | 16 644      | 38,73       |  |
|                | Cécile Perrot                     | FN                        | 5 249        | 12,02        |             |             |  |
|                | Samuel Bougrier                   | FG (PCF)                  | 2 949        | 6,75         |             |             |  |
|                | Michel Chéron                     | EÉLV                      | 1 300        | 2,98         |             |             |  |
|                | Alain Verdin                      | Divers droite (DLR)       | 607          | 1,39         |             |             |  |
|                | Thibaud Vincendeau                | Divers droite (MPF)       | 554          | 1,27         |             |             |  |
|                | Danièle Cassette                  | Extrême gauche (LO)       | 268          | 0,61         |             |             |  |
|                | Marc Flamant                      | Divers écologiste (Cap21) | 238          | 0,54         |             |             |  |
|                | Alexandre Raguet                  | Extrême gauche (NPA, Alt) | 233          | 0,53         |             |             |  |
|                | Serge Aupetit                     | Divers écologiste (AÉI)   | 92           | 0,21         |             |             |  |
|                |                                   |                           |              |              |             |             |  |
| Inscrits       | Inscrits                          | Inscrits                  | 74 817       | 100,00       | 74 805      | 100,00      |  |
| Abstentions    | Abstentions                       | Abstentions               | 29 978       | 40,07        | 30 240      | 40,43       |  |
| Votants        | Votants                           | Votants                   | 44 839       | 59,93        | 44 565      | 59,57       |  |
| Blancs et nuls | Blancs et nuls                    | Blancs et nuls            | 1 162        | 2,59         | 1 588       | 3,56        |  |
| Exprimés       | Exprimés                          | Exprimés                  | 43 677       | 97,41        | 42 977      | 96,44       |  |

### Élections de 2017
Les élections législatives françaises de 2017 ont eu lieu les dimanches 11 et 18 juin 2017.
|                                                                            |                                                                             |                           |                           |                          |                          |
|                                                                            |                                                                             | Premier tour 11 juin 2017 | Premier tour 11 juin 2017 | Second tour 18 juin 2017 | Second tour 18 juin 2017 |
|                                                                            |                                                                             |                           |                           |                          |                          |
|                                                                            |                                                                             | Nombre                    | % des inscrits            | Nombre                   | % des inscrits           |
| Inscrits                                                                   | Inscrits                                                                    | 74 027                    | 100,00                    | 74 026                   | 100,00                   |
| Abstentions                                                                | Abstentions                                                                 | 35 206                    | 47,56                     | 39 678                   | 53,60                    |
| Votants                                                                    | Votants                                                                     | 38 821                    | 52,44                     | 34 348                   | 46,40                    |
|                                                                            |                                                                             |                           | % des votants             |                          | % des votants            |
| Bulletins blancs                                                           | Bulletins blancs                                                            | 799                       | 2,06                      | 2 658                    | 7,74                     |
| Bulletins nuls                                                             | Bulletins nuls                                                              | 467                       | 1,20                      | 1 402                    | 4,08                     |
| Suffrages exprimés                                                         | Suffrages exprimés                                                          | 37 555                    | 96,74                     | 30 288                   | 88,18                    |
|                                                                            |                                                                             |                           |                           |                          |                          |
| Candidat Étiquette politique (partis et alliances)                         | Candidat Étiquette politique (partis et alliances)                          | Voix                      | % des exprimés            | Voix                     | % des exprimés           |
|                                                                            |                                                                             |                           |                           |                          |                          |
|                                                                            | Jean-Michel Clément (député sortant) La République en marche                | 15 013                    | 39,98                     | 20 544                   | 67,83                    |
|                                                                            | Delphine Jumeau Front national                                              | 5 512                     | 14,68                     | 9 744                    | 32,17                    |
|                                                                            | Enguerrand Delannoy Les Républicains (Union des démocrates et indépendants) | 5 004                     | 13,32                     |                          |                          |
|                                                                            | Marie-José Cellot La France insoumise                                       | 4 385                     | 11,68                     |                          |                          |
|                                                                            | Gérard Herbert Divers droite                                                | 2 822                     | 7,51                      |                          |                          |
|                                                                            | Florian Séjourné Europe Écologie Les Verts                                  | 1 281                     | 3,41                      |                          |                          |
|                                                                            | Valérie Lafoy Parti communiste français                                     | 1 208                     | 3,22                      |                          |                          |
|                                                                            | Thierry Mesmin Divers gauche                                                | 1 194                     | 3,18                      |                          |                          |
|                                                                            | Danièle Cassette Lutte ouvrière                                             | 377                       | 1,00                      |                          |                          |
|                                                                            | Aymeric Maître du Chambon Divers droite (Parti chrétien-démocrate)          | 333                       | 0,89                      |                          |                          |
|                                                                            | Didier Henry Divers (Union populaire républicaine)                          | 227                       | 0,60                      |                          |                          |
|                                                                            | Christophe Greselin Divers                                                  | 199                       | 0,53                      |                          |                          |
| Source : Ministère de l'Intérieur - Troisième circonscription de la Vienne |                                                                             |                           |                           |                          |                          |

### Élections de 2022
| Résultats des élections législatives des 12 et 19 juin 2022 de la 3e circonscription de la Vienne |                          |                          |                          |              |              |             |             |
| Candidat                                                                                          | Candidat                 | Parti et coalition       | Nuance                   | Premier tour | Premier tour | Second tour | Second tour |
| Candidat                                                                                          | Candidat                 | Parti et coalition       | Nuance                   | Voix         | %            | Voix        | %           |
|                                                                                                   | Éric Soulat              | RN                       | RN                       | 7 697        | 20,92        | 14 823      | 45,86       |
|                                                                                                   | Pascal Lecamp            | MoDem (ENS)              | ENS                      | 7 637        | 20,75        | 17 496      | 54,14       |
|                                                                                                   | Jason Valente            | LFI (NUPES)              | NUP                      | 7 585        | 20,61        |             |             |
|                                                                                                   | Jean-Michel Clément      | PP                       | DVG                      | 4 407        | 11,98        |             |             |
|                                                                                                   | François Bock            | VA - LR diss.            | DVD                      | 3 195        | 8,68         |             |             |
|                                                                                                   | Léonard Zerbib           | LR (UDC)                 | LR                       | 2 362        | 6,42         |             |             |
|                                                                                                   | Olivier Lepercq          | REC                      | REC                      | 1 510        | 4,10         |             |             |
|                                                                                                   | Isabelle Barbot          | ÉAC                      | ECO                      | 834          | 2,27         |             |             |
|                                                                                                   | Patrick Minot            | LMR                      | DVD                      | 651          | 1,77         |             |             |
|                                                                                                   | Sabine Bortolotti        | DLF (UPF)                | DSV                      | 520          | 1,41         |             |             |
|                                                                                                   | Soizic Jouan             | LO                       | DXG                      | 379          | 1,03         |             |             |
|                                                                                                   | Fatiha Boutayeb          | UDMF                     | DIV                      | 22           | 0,06         |             |             |
| Votes valides                                                                                     | Votes valides            | Votes valides            | Votes valides            | 36 799       | 97,16        | 32 319      | 89,00       |
| Votes blancs                                                                                      | Votes blancs             | Votes blancs             | Votes blancs             | 741          | 1,96         | 2 930       | 8,07        |
| Votes nuls                                                                                        | Votes nuls               | Votes nuls               | Votes nuls               | 333          | 0,88         | 1 063       | 2,93        |
| Total                                                                                             | Total                    | Total                    | Total                    | 37 873       | 100          | 36 312      | 100         |
| Abstention                                                                                        | Abstention               | Abstention               | Abstention               | 35 401       | 48,10        | 36 692      | 50,26       |
| Inscrits / participation                                                                          | Inscrits / participation | Inscrits / participation | Inscrits / participation | 72 977       | 51,90        | 73 004      | 49,74       |

### Élections de 2024
| Candidat                 | Candidat                 | Parti et coalition       | Nuances                  | Premier tour | Premier tour | Second tour | Second tour |
| Candidat                 | Candidat                 | Parti et coalition       | Nuances                  | Voix         | %            | Voix        | %           |
| ------------------------ | ------------------------ | ------------------------ | ------------------------ | ------------ | ------------ | ----------- | ----------- |
|                          | Éric Soulat              | RN                       | RN                       | 19 887       | 40,82        | 21 868      | 45,59       |
|                          | Pascal Lecamp            | MoDem (ENS)              | ENS                      | 14 704       | 30,18        | 26 100      | 54,41       |
|                          | Gisèle Jean              | PS (NFP)                 | UG                       | 13 020       | 26,73        | Retrait     | Retrait     |
|                          | Soizic Jouan             | LO                       | EXG                      | 688          | 1,41         |             |             |
|                          | Tatiana Gouverneur       | Équinoxe                 | ECO                      | 417          | 0,86         |             |             |
|                          |                          |                          |                          |              |              |             |             |
| Votes valides            | Votes valides            | Votes valides            | Votes valides            | 48 716       | 96,15        | 47 968      | 94,23       |
| Votes blancs             | Votes blancs             | Votes blancs             | Votes blancs             | 1 182        | 2,33         | 2 017       | 3,96        |
| Votes nuls               | Votes nuls               | Votes nuls               | Votes nuls               | 767          | 1,51         | 919         | 1,81        |
| Total                    | Total                    | Total                    | Total                    | 50 665       | 100          | 50 904      | 100         |
| Abstention               | Abstention               | Abstention               | Abstention               | 21 754       | 30,04        | 21 519      | 29,71       |
| Inscrits / participation | Inscrits / participation | Inscrits / participation | Inscrits / participation | 72 419       | 69,96        | 72 423      | 70,29       |